# Trubaduren (opera)

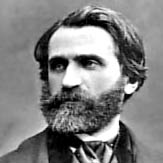
Giuseppe Verdi

Trubaduren (italienska: Il trovatore) är en opera, "dramma lirico", i fyra akter med musik av Giuseppe Verdi. Libretto av Salvatore Cammarano och Leone Emanuele Bardare baserat på det spanska dramat El trovador av Antonio García Gutiérrez.

## Historia
Verdi hade fäst Cammaranos uppmärksamhet på Gutiérrez pjäs redan 1850 eftersom han var fascinerad av Azucenas gestalt, och kort efter premiären av Rigoletto fick han det färdiga librettot av Cammarano. Men Verdi var inte alldeles nöjd med sin författares utkast, bland annat ansåg han inte att denne tillräckligt starkt betonat kärleken till mor och barn hos Azucena (sommaren 1851 dog Verdis mor Luigia och Azucena kom att bli ett varmt moderporträtt - ingen av hans övriga operor innehåller en relationshistoria mellan mor och son). Fastän Verdi redan var i färd med La Traviata vid denna tid tog han genast itu med Trubaduren. Han arbetade om utkastet själv, antecknade vilka musiknummer han tänkte sig och gjorde även en del repliker själv. Mitt under arbetet dog även Cammarano och Bardare fick fullborda texten till fjärde akten.
Trubaduren, liksom Don Carlos, har en mycket komplicerad och föga trovärdig handling. 
Operans spansk-zigenska miljö bidrar till effektiv färgsättning och uppskattades av den tidens folkliga publik. Musiken befinner sig i ett slags mellanläge, där Verdi å ena sidan följer Gaetano Donizettis form och klichéer, men samtidigt fått med nya musikaliska idéer i exempelvis hanteringen av zigenerskan Azucenas sångstämma. Verket når inte till samma höjder som Rigoletto, som brukar ses som Verdis starkaste opera från denna produktivia period..
Operan uruppfördes i Rom på Teatro Apollo den 19 januari 1853 och blev en av Verdis stora triumfer och inom några år hade operan gjort sitt segertåg över hela världen.
Den svenska premiären ägde rum på Stockholmsoperan den 31 maj 1860 och den iscensattes åter med premiär den 2 november 1898, den 22 oktober 1927, den 4 mars 1943  och den 21 januari 1972.
Den sattes upp på Göteborgsoperan med premiär den 2 februari 2001.

## Azucena

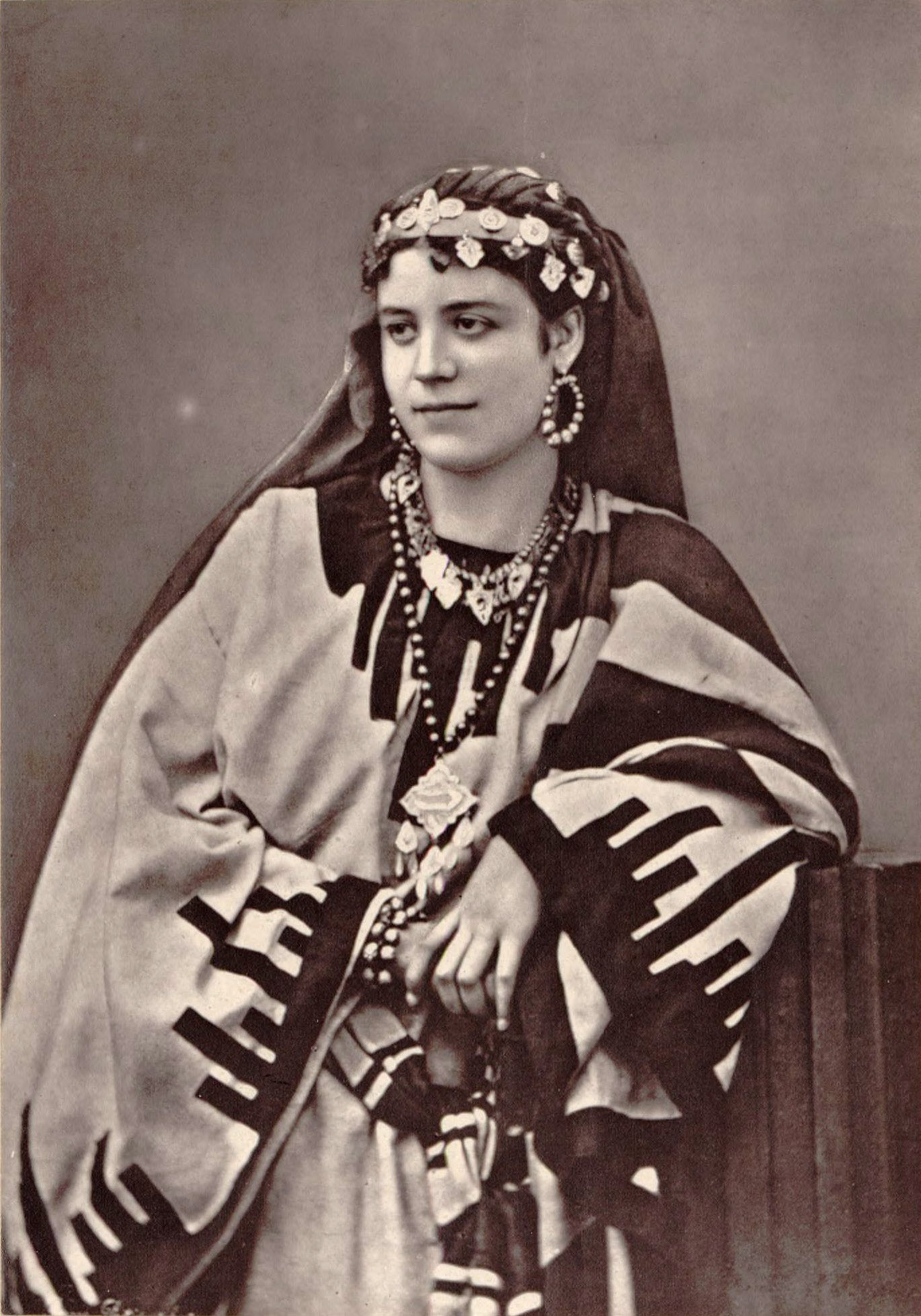
Den franska mezzosopranen Rosine Bloch som Azucena 1874.

Azucena, som är en av Verdis mest gåtfulla och motsägelsefulla gestalter, har det mest betydande mezzopartiet i hela hans samlande operaskapande. Hon blir redan genom sin röstkategori till en markant ny uppenbarelse i Verdis kvinnogalleri. De kvinnopartier som Verdi tidigare skrivit för låga röstlägen, såsom Federica i Luisa Miller eller Maddalena i Rigoletto, passar inte in i den här kategorin, eftersom de är biroller. Azucenas roll är däremot en huvudroll av första rangen. Hon hör med sitt röstfack till Verdis stora alt- och mezzosopranpartier, som i framtiden skulle komma att inbegripa Ulrica i Maskeradbalen, Eboli i Don Carlos och Amneris i Aida. I 1800-talets italienska sångpraxis var gränsen mellan alt och mezzosopraner mycket suddig. Beteckningen alt (kontraalt) förekommer aldrig hos Verdi, åtminstone inte i hans större solopartier, utan endast mezzosopran. Det gäller även Azucena. I enlighet med den dramatiska funktionen får kvinnorna som företräder det här låga röstfacket rollen av motspelerskor, där såväl negativa som positiva karaktärsdrag blandas. Röstkategorin bär fram karaktärsframställningen. Hos Verdi står den här nya typen av kvinnogestalter i ett förhållande till sopranpartiet som påminner om relationen mellan baryton och tenor.
Azucena är besatt. Hon tyngs av de fruktansvärda upplevelserna och handlingarna i sitt förflutna. Hennes söndertrasade själ behärskas av motstridiga känslor och hon lever under tvånget av en fix idé: att hämnas moderns martyrdöd. Hon har även uppfostrat sin förmente son Manrico i den här avsikten, men omger honom samtidigt med en ängslig mors fulla kärlek. Hela hennes person omges av ett balladliknande skymingsljus och hennes entrésång (akt I, scen 1) är också uppbyggd som en ballad: en tvåstrofig canzona som frambesvärjer en mardrömslik minnesbild: "Stride la vampa" ("Lågorna flamma"). Drillarna i sångstämman, vars melodi är uppbyggd på korta, abrupta motiv, ackompanjeras av drillar även i orkestern, som låter ana det brinnande bålet, och förmedlar en levande bild av hennes ohyggliga syn. Andra aktens första scen tillhör helt och håller Azucena. Öppningsscenen följs av Azucenas berömda berättelse, som är avsedd för Manricos öron. Zigenerskan erinrar sig här de ohyggligheter som hon upplev för så länge sedan, och hon blir efter hand alltmer upprörd, tills hon slutligen nästan hamnar i vanmakt. I fängelsescenen i sista akten befinner sig Azucena som i trans, på gränsen mellan vanvett och sömn. Skräckbilderna av döden på bålet avlöses av nostalgiska önskebilder av det förlorade fridfulla berglandskapet, som uppfyller hennes fantasi. Med sin ödesmättade slutsång "Ai nostri monti..." ("Hemåt till bergen...") hamnar Azucena på nytt i en balladartad stämning.

## Personer
- Greve Luna (baryton)
- Leonora, grevinna av Sargasto, hovdam hos en furstinna (sopran)
- Azucena, zigenerska (mezzosopran eller alt)
- Manrico "Trubaduren" (tenor)
- Ferrando, greve Lunas väpnare (bas)
- Inez, Leonoras väninna (sopran)
- Ruiz, anhängare till Manrico (tenor)
- Nunnor, adliga damer, soldater och zigenare.

## Handling
Operan utspelas i norra Spanien, dels i Biscayas berg (Asturien), dels i Aragonien, under det aragoniska tronföljdskriget 1410-1412.
Föreställningen varar i 2 timmar och 30 minuter.

### Akt I. Duellen

#### Scen 1

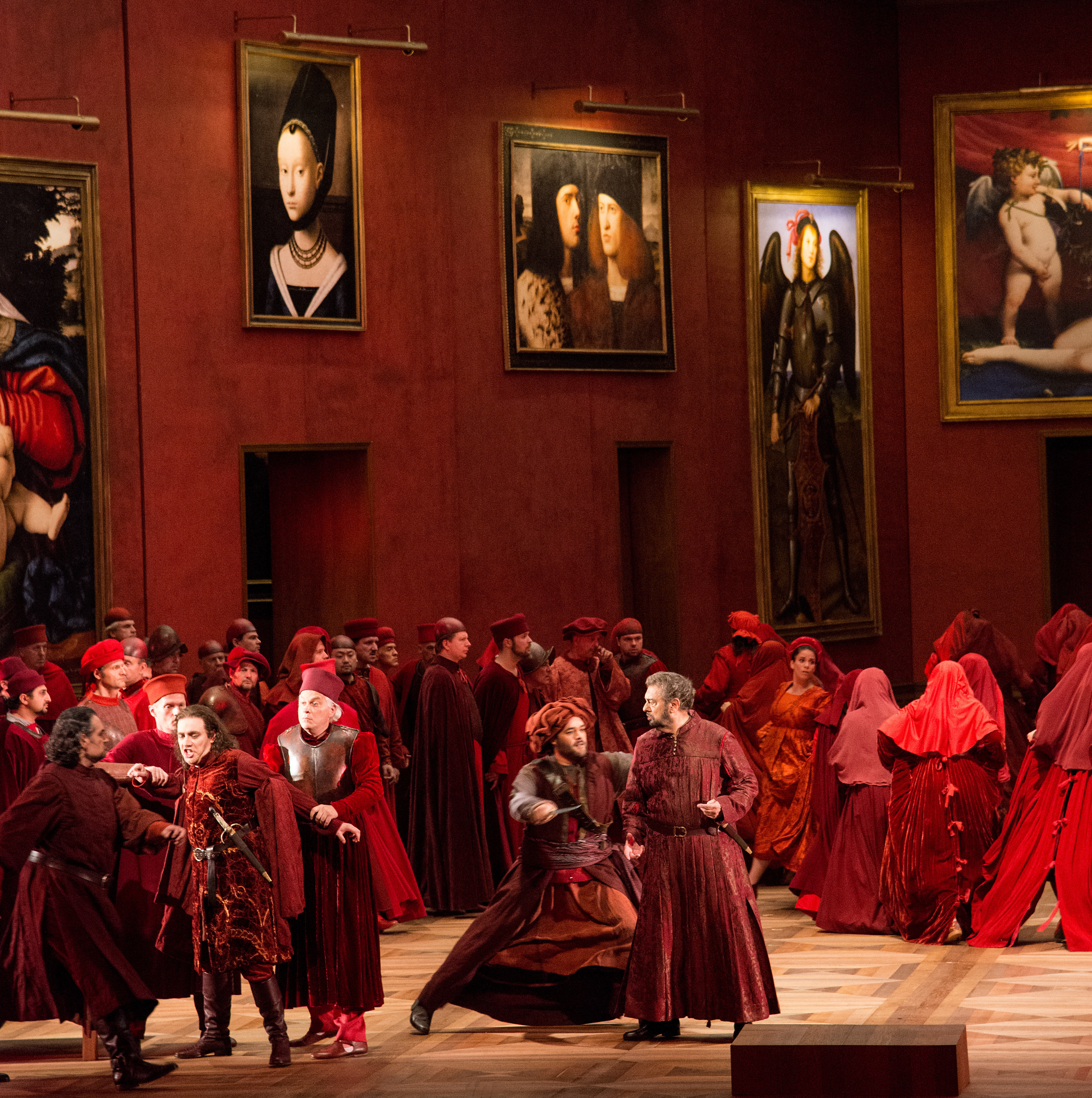
Festspelen i Salzburg 2014 med Riccardo Zanellato (Ferrando), Francesco Meli (Manrico) och Plácido Domingo (Greve Luna)

En hall i palatset i Aljafería. Greve Luna bevakar svartsjukt Leonaras fönster. Under nattens vakthållning berättar Ferrando en episod ur grevesläktens historia ("Abietta Zingara"). En zigenerska förhäxade en gång grevens son och brändes därför på bål. Hennes dotter hämnades genom att röva bort en av grevens båda söner och lät barnet falla offer för lågorna, så som hennes mor hade gjort. Men den gamle greven vägrade tro att sonen var död och gav sin äldste son i uppdrag att finna honom och straffa zigenerskan.

#### Scen 2
Palatsträdgården. Natt. Vid en tornering har Leonora av Sargasto förälskat sig i en okänd riddare ("Tacea la notte placida"). Hon hör en trubadur sjunga en serenad i hennes trädgård. Hon känner igen sin älskades röst och skyndar till honom men i mörkret möter hon Luna. Hon tror att det är Manrico och omfamnar honom lidelsefullt. Hon inser för sent sitt misstag. Luna känner i den lyckliga rivalen igen en politisk motståndare och utmanar honom på duell.

### Akt II. Zigenerskan

#### Scen 1
Ett zigenarläger vid foten av Biscayabergen. Manrico har besegrat och sårat greven i duellen men har skänkt honom livet. De har dock träffats på nytt, denna gång på slagfältet, där greve Luna har lyckat såra Manrico. Azucena vårdar den svårt sårade Manrico. Hon berättar för denne om hur hennes mor oskyldigt brändes på bål av greve Lunas far och om hur hon själv rövade bort en av dennes söner, men att hon istället för grevens son i sinnesförvirring brände sitt eget barn. När Manrico tvivlar på sin identitet vidhåller dock den förvirrade kvinnan att han verkligen är hennes son och han måste hämnas mormoderns död. Manrico är beredd till detta. Men när han får veta att Leonora tror att han är död och av sorg tänker gå i kloster redan samma dag, skjuter han upp hämnden och skyndar till klostret.

#### Scen 2
Korsgången i ett kloster nära Castellor. Även greve Luna har fått vetskap om Leonoras beslut att gå i kloster och tänker röva bort henne mot hennes vilja. På nytt kommer Manrico emellan. Manrico och Leonora tar sin tillflykt i fästningen Castellor.

### Akt III. Zigenerskans son

#### Scen 1
I Lunas härläger utanför borgen Castellor. Greve Luna belägrar hertig Urgels fästning, vars kommendant är Manrico. I närheten av lägret påträffas Azucena, som misstänks vara spion och grips. Ferrando känner igen henne som den länge eftersökta zigenerskan, som en gång rövade bort greve Lunas bror. När hon skräckslagen kallar på sin son Manrico, inser Luna att han framför sig har sin dödsfiendes mor och befaller att hon skall avrättas.

#### Scen 2
I borgen Castellor. Leonora och Manrico skall gifta sig. Men när Manrico får veta att Azucena har blivit tillfångatagen, mobiliserar han mot allt förnuft sin lilla trupp och drar ut i strid på öppet fält för att rädda sin mor ("Di quella pira").

### Akt IV. Avrättningen

#### Scen 1
En flygel i palatset Aljafería. Greve Luna har segrat, intagit fästningen Castellor och tagit Manrico tillfånga. Den förtvivlade Leonora får veta att Manrico och Azucena skall avrättas i gryningen. För att rädda Manrico erbjuder hon sig själv till Luna. Luna går med på detta, men för att slippa hålla sitt löfte tar Leonora i hemlighet gift.

#### Scen 2
En mörk fängelsehåla. Manrico och Azucena är kedjade ("Ai nostri monti"). Leonora uppmanar Manrico att fly. Men eftersom hon inte vill följa med honom, tror han att hon har förrått honom. Först när giftet börjar verka inser han sanningen och Leonora dör försonad i hans armar. Greve Luna förstår att han har blivit lurad. Han låter avrätta Manrico och tvingar Azucena att bevittna dennes död. Hon berättar då sanningen för honom: "Det var din broder!".

## Berömda sångnummer
- Akt 1. "Ferrandos aria"; "Leonoras cavatina" Så tyst kring nejden; Hatets gift i mina ådror brinner (trio).
- Akt 2. "Zigenarkören" Vad är zigenarens levnads lösen?; Lågorna flamma, hopen ryter rasande vild (Azucena); Hennes ögons milda strålar, klart en stjärnas överglänser (Greve Luna); O att jag strax (Greve Luna); "Nunnornas kör".
- Akt 3. "Soldatkören" Låt då till stormning trumpeterna mana; Du tillhör mig hur ödet än vår levnadsdag må länka (Manrico); Skyhögt mot himlen lågorna flamma (Manrico).
- Akt 4. "Miserere" Livet jag snart ska lämna (Kör, Leonora, Manrico); Uppåt mot bergen vandra vi (Azucena, Manrico).

## Trubadurenà labröderna Marx
I filmen Galakväll på Operan från 1935 utspelas sista tredjedelen på en operascen där man framför Trubaduren. Mitt i ouvertyren börjar plötsligt orkestern spela Take Me Out to the Ball Game eftersom Chico och Harpo har smugit in dessa noter bland de riktiga. De börjar sedan kasta boll till varandra innan de blir utkörda från orkesterdiket. Uppe på scenen försöker operasångarna förgäves framföra sina arior medan ridån rivs sönder och kulisserna far upp och ned. Det hela slutar lyckligt i och med att bröderna Marx lyckas få sina skyddslingar Allan Jones och Kitty Carlisle engagerade vid operan och de båda framför Miserere-duetten tillsammans.

## Diskografi (urval)
- Il trovatore. Royal Swedish Opera archives ; 1. Stockholm: Caprice. 2002. Libris 9194375
- Il trovatore. Placido Domingo, Sherrill Milnes, Fiorenza Cossotto, Leontyne Price. New Philharmonia Orchestra. Zubin Mehta, dirigent. RCA (ADD) 74321 39504-2. 2 CD.[3]